# Maia Estianty
 (juillet 2023).
Le contenu est difficilement compréhensible vu les erreurs de traduction, qui sont peut-être dues à l'utilisation d'un logiciel de traduction automatique.
Maia Estianty, née le 27 janvier 1976 à Surabaya, est une chanteuse indonésienne.

## Biographie
Estianty est née à Surabaya et a montré un intérêt pour la musique dès son plus jeune âge, remportant un concours de marching band alors qu'elle était encore à l'école primaire. Elle a commencé à s'entraîner comme disc-jockey alors qu'elle était encore au collège. Après avoir étudié à l'Université d'Indonésie, Estianty a rejoint Dewa 19 en tant que choriste. En 1999, elle et Dhani ont eu l'idée du duo musical Ratu. Estianty jouent la musique, tandis que d'autres femmes – d'abord Pinkan Mambo, puis Mulan Jameela – chantent. Ratu a eu beaucoup de succès. Après la dissolution du groupe en 2007 et un divorce en septembre 2008, Estianty forme le duo Maia avec Mey Chan. Elle se concentre actuellement sur la production musicale avec son label, le Moesik,,.

## Vie personnelle
Estianty et Dhani ont divorcé le 23 septembre 2008. La séparation du couple, qui était marié depuis douze ans et avait trois fils (Ahmad Al Ghazali, Ahmad El Jalaluddin Rumi et Abdul Qodir Jaelani) a laissé des tensions. Estianty a déposé une plainte auprès de la police accusant Dhani d'abus, et Dhani a refusé de confier à Estianty la garde de leurs enfants, faisant appel devant la cour suprême d'Indonésie après que plusieurs tribunaux inférieurs eurent statué que les enfants appartenaient à Estianty. En 2011, Dhani aurait été en couple avec Mulan et aurait eu un enfant avec elle, et Dhani a donné à Estianty des droits de visite en 2012. Maia a fait appel auprès de la Cour suprême, car elle ne pouvait pas voir ses enfants facilement. Le 14 mai 2013, la Cour suprême a décidé que les enfants pouvaient choisir eux-mêmes puisque les enfants étaient considérés comme capables de prendre une décision, ce que Dhani a accepté.
Le 29 octobre 2018, elle a épousé l'homme d'affaires Irwan Mussry à Tokyo, au Japon.